# Louis Pierre Martin (maire)
Louis Pierre Martin  (né vers 1745 à Pontorson et mort à Saint-Malo le 15 février 1815) est Président du Conseil Municipal de Saint-Malo de 1797 à 1799.

## Contexte
Louis Pierre Martin  est chirurgien juré lorsqu'il épouse à l'âge de 31 ans dans la cathédrale de Saint-Malo le 5 juin 1776  Marie Françoise Mathurine Guyot âgée de 20 ans. Il s'établit dans la cité ou il est ensuite maître de clinique puis officier de Santé. Il est nommé « Président du conseil municipal » le 5 novembre 1797 (10 frimaire An VI) après la destitution de son prédécesseur Nicolas de Brecey soupconné de modérantisme. Il exerce sa fonction jusqu'au 23 avril 1799 lorsqu'il est remplacé par Henri-Louis Hovius  Il meurt à Saint-Malo à l'âge de 70 ans en 1815 

## Source
- Eugène Herpin Saint-Malo sous la Révolution - 1789-1800, Impr. Riou-Reuzé, Rennes, éd. Maurice Guérin, Saint-Malo, 1931, p. 385 (ré-édité par La Découvrance, Rennes).